# 크러셔 죠
크러셔 죠(クラッシャージョウ, Crusher Joe) 시리즈는 타카치호 하루카의 SF 소설 연작이다. 야스히코 요시카즈가 삽화를 맡았다. 제11회 성운상 일본 단편부문 수상작. 1970년대-80년대 일본 스페이스 오페라의 비조에 해당하는 작품군이다.
1983년 야스히코 요시카즈가 감독한 극장판 애니메이션이 개봉하였고, 1989년에는 OVA가 만들어졌다. 만화화도 되었다.

## 줄거리
무대는 22세기, 2160년의 우주공간이다. 인류는 서기 2111년 워프기관을 완성하여 우주개발이 일거에 가속, 다른 항성계로의 진출이 진행된다. 그러나 여기에는 우주항로 정비, 이주할 행성의 환경 조정 등 난제가 산적해 있었다. 서기 2120년경 그런 거친 일을 전문으로 삼는 이들이 출현하기 시작했는데, 그것이 바로 “크러셔”라고 불리는 사람들이었다. 그들은 방대한 수의 행성을 거주가능하게 개조하여 인류의 은하개발의 첨병이 되었다. 서기 2129년 행성 토플로스의 독립선언을 시작으로 행성국가의 시대가 도래. 서기 2134년에는 독자적 우주군을 보유한 은하연합이 설립한다. 서기 2143년, 지구연방은 그전까지 행성 단위였던 국가 규모를 항성계 단위로 고쳐 태양계국가 “솔”로 탈바꿈한다. 이를 계기로 인류사는 1항성계 1국가의 항성계국가 시대로 전환된다. 그로부터 20여년간 8000개 항성계국가가 은하연합에 가맹하면서 은하계는 안정과 번영의 정점을 맞는다. 그러나 그 그림자에서 비합법 조직이나 우주해적도 세력을 뻗쳐가고 있다. 행성개조를 주업무로 하는 크러셔들은 그런 무법자들과의 분쟁도 맡게 되어간다.

## 설정
크러셔(クラッシャー, Crusher)는 우주시대에 등장한 해결사적 우주생활자들이다. 원래 테라포밍이나 항로장애물 파괴가 주업무였으나, 호위, 위험물 수송, 인명구조, 그 밖에 범죄만 아니면 보수를 받고 무엇이든 떠맏는다. 크러셔들을 상징하는 심볼마크는 “유성 마크”라 불리는, 세 줄기 꼬리를 끌며 날아가는 황금색 유성. 여기에 리더의 이니셜 문자를 조합하면 팀 심볼이 된다. 팀 멤버들은 “크러셔 재킷”이라 불리는 공통 디자인의 제복을 착용하며, 이 재킷은 멤버별로 상의 색상이 달라서 개인 식별에 사용된다. 또한 방탄내열이고 기밀성이 높아 간이 우주복 겸 잠수복으로도 활용된다.
주인공 죠와 동료들은 그러한 크러셔 팀 중 하나로서 이런저런 사건을 마주하며 모험한다. 주인공 파티 이외에도 극중에는 복수의 크러셔 팀이 등장하고, 각자 주특기로 삼는 분야도 조금씩 다르다.